# Agave braceana
Agave braceana ist eine Pflanzenart aus der Gattung der Agaven (Agave).

## Beschreibung

### Vegetative Merkmale
Agave braceana wächst stammlos mit einzelnen Rosetten. Ihre grauen, breit verkehrt lanzettlichen Laubblätter sind fast flach. Die Blattspreite ist bis zu etwa 70 Zentimeter lang und 20 Zentimeter breit. Der Blattrand ist gerade oder konkav, falls die Randzähne auf niedrigen, grünen Vorsprüngen erhaben sind. An ihm befinden sich meist 2 bis 3 Millimeter lange Randzähne, die in der Regel 0,5 bis 1 Zentimeter voneinander entfernt stehen. Die dreieckigen Randzähne sind gerade, die unteren von ihnen leicht zurückgebogen. Der glatte, matte, konische, gerade oder leicht gebogene Enddorn ist anfangs bräunlich und vergraut später. Er ist 10 bis 15 Millimeter lang. Der leicht herablaufende Enddorn ist flach oder weist bis etwa zu seiner Mitte eine runde Furche auf. Mit der Zeit werden seine Ränder einwärts gebogen.

### Blütenstände und Blüten
Der „rispige“ Blütenstand erreicht eine Länge von bis zu etwa 7 Meter. Die 40 bis 45 Millimeter langen Blüten stehen an etwa 10 Millimeter langen Blütenstielen. Ihre goldgelben Perigonblätter sind 15 bis 17 Millimeter lang und 3 bis 4 Millimeter breit. Ihre Zipfel sind 15 bis 17 Millimeter lang. Die konische Blütenröhre weist eine Länge von etwa 7 Millimeter auf. Der länglich spindelförmige Fruchtknoten ist 20 Millimeter lang.

### Früchte
Die breit länglichen Früchte sind 2 bis 3,5 Zentimeter lang und 2 Zentimeter breit. Sie sind kurz gestielt und geschnäbelt.

## Systematik und Verbreitung
Agave braceana ist auf den zu den Bahamas gehörenden Abaco-Inseln verbreitet. Sie wächst auf felsigen oder sandigen Böden in Kiefernformationen oder Küstenhainen.
Die Erstbeschreibung durch William Trelease wurde 1913 veröffentlicht.

## Nachweise